# 瑟村
瑟村（法語：Seux，法語發音：[sø]）是法国上法蘭西大區索姆省的一个市镇，属于亚眠区。

## 地理
瑟村（49°52'24"N, 2°6'25"E）面积3.53 平方千米，位于法国上法蘭西大區索姆省，该省份为法国北部沿海省份，北起加来海峡省和北部省，西接滨海塞纳省和大西洋英吉利海峡，南至瓦兹省，东临埃纳省。
与瑟村接壤的市镇（或旧市镇、城区）包括：博韦勒、布里克梅尼勒-弗洛克西库尔、弗吕、皮西、赛斯瓦勒。

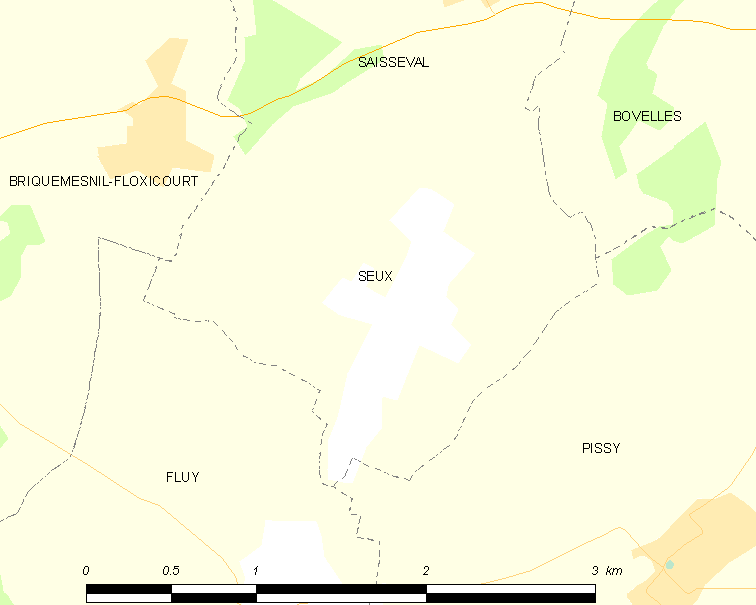
瑟村的OSM定位图

瑟村的时区为UTC+01:00、UTC+02:00（夏令时）。

## 行政
瑟村的邮政编码为80540，INSEE市镇编码为80735。

## 政治
瑟村所属的省级选区为索姆河畔阿伊县。

## 人口

1962-2008年间瑟村人口变化图示

瑟村于2022年1月1日时的人口数量为169人。